# Ольховское (Харьковская область)
Ольховское (укр. Вільхівське) — село в Валковской городской общине Богодуховского района Харьковской области Украины.
Код КОАТУУ — 6321287502. Население по переписи 2001 г. составляет 37 (20/17 м/ж) человек.

## Географическое положение
Село Ольховское находится в начале балки Морозов Яр, по балке течет пересыхающий ручей на котором сделана запруда, ручей впадает в реку Орчик.
Село расположено в 1-м км от села Снежков, рядом находится лес Заданский (дуб).
Недалеко от села проходит автомобильная дорога М-03 (E 40).

## История
- 1907 — дата основания. До коллективизации и раскулачивания этот хутор назывался Дацьки. Потом мягкий знак в написании фамилии затерялся; у потомков сейчас фамилия Дацко.

## Объекты социальной сферы
- Школа І-ІІІ ст.